# Lipocosma pitilla
Lipocosma pitilla là một loài bướm đêm trong họ Crambidae.